# Ridentem dicere verum: quid vetat?
Ridentem dicere verum: quid vetat? è una locuzione lingua latina contenuta nei Sermones (o Satire) dell'autore latino Orazio (Libro I, 1, 24).
La sua traduzione letterale è: Dire la verità ridendo: cosa lo vieta? (in altre parole: Cosa proibisce di dire la verità scherzando?); comportamento tipico nel quale, dietro l'arguzia dialettica e con fare scanzonato, si evidenziano con il riso talune verità nascoste.
Nella tradizione popolare, la celebre maschera Arlecchino è un personaggio che ridendo e scherzando diceva la verità.  
Fra gli autori e i pensatori nelle cui opere si intravede lo spirito oraziano del Ridentem dicere verum si segnalano fra gli altri Luciano di Samosata, Michel de Montaigne e Cartesio.